# Bisa (peuple du Burkina Faso et du Ghana)
Pour les articles homonymes, voir Bisa et Bissa.
Ne doit pas être confondu avec Bisa (peuple de Zambie).
Les Bisa ou Bissa sont une population mandingue d'Afrique de l'Ouest, vivant principalement au Burkina Faso et au Ghana, également en Côte d'Ivoire et dans le nord du Togo.
Une communauté significative vit dans les Pouilles, au sud-est de l'Italie.

## Ethnonymie
Selon les sources et le contexte, on rencontre de multiples formes : Bisano, Bisas, Bissa, Bissas, Bousanou, Boussanca, 
Boussancé, Boussanga, Boussangsé, Boussanse, Boussansé, Boussansi, Bouzantchi, Busande, Busanga, Busansé, Busansés, Busansi, Bussanse, Bussansi. L'appellation Busansi (bousanga au pluriel) leur est principalement donnée par les Mossi.

## Langue
Leur langage (le bissa) est une langue mandée.

## Histoire
Les Bisa semblent s'être installés le long de la zone de la Volta Blanche en l'an 1300.

## Géographie la mise en place des Samos et Bissa
Les plus importantes villes Bissa sont Garango, Tenkodogo, Zabré et Bitou (Bittou). Cette zone s'étend principalement dans le sud‑est du Burkina Faso et les régions frontalières (Côte d'ivoire, Ghana, Togo).

## Économie
Les Bissas sont connus comme étant des cultivateurs d'arachides, qu'ils préparent sous toutes ses formes (huiles, arachides grillés, pâtes d'arachides...). Dans la parenté à plaisanterie, les Yaarsé, les Gourmantché, les Samos et les Gurunsis aiment bien se moquer d'eux à ce sujet. S'agissant de Bissa à proprement parler, ils n'ont pas de parenté à plaisanterie avec les gourmantché ni les Samos mais plutôt avec les deux autres à savoir les Yadssé et les Gourounsi. Les Samos et les Bissa sont des cousins et même arrivent parfois à se comprendre dans leurs différents dialectes.

### Discographie
- Burkina Faso : Bisa, Gan, Lobi, Mossi (enregistrements réunis et commentés par Charles Duvelle), Universal Division Mercury, Collection Prophet, vol. 9, 1999, 1 CD (47 min 13 s) + 1 brochure (15 p.)
- Bissa du Burkina Faso, Universal Division Mercury, Collection Prophet, vol. 32, 2003